# Campeonato de España Femenino 1960
El Campeonato de España Femenino 1960 corresponde a la 8.ª edición de dicho torneo. Se celebró entre el 2 y el 5 de julio de 1960 en el Gimnasio Polideportivo de Zaragoza. El campeón de la edición accede a la Copa de Europa 1960-61.
La competición volvió a lo grande en esta década. En la edición de 1960 tomaron parte ocho equipos divididos en dos grupos que se enfrentaron unos contra otros en un formato de liguilla previo a la final. Una enorme cantidad de partidos de baloncesto femenino concentrados en un mismo lugar durante 4 o incluso 5 días seguidos. Una auténtica fiesta para los aficionados. Con algunos matices (alguna edición con ronda de semifinales, otras en las que los campeones de grupo directamente se enfrentaban en la final...) las "Copas" de los años 60 fueron fieles a ese ideario de ofrecer muchos partidos del mejor baloncesto femenino a lo largo de varios días. El éxito de este formato fue tal que se le puede considerar uno de los elementos fundamentales para la puesta en marcha de la primera Liga Nacional en 1964.

## Formato
En Zaragoza se juega el campeonato de España femenino de baloncesto, con la participación de estos equipos: 
- Primer grupo:
  - Picadero J. C. (Barcelona)
  - Sección Femenina de Lérida
  - Sección Femenina de Madrid
  - Real Zaragoza
- Segundo grupo:
  - Cottet Barcelona (Barcelona)
  - Sección Femenina de San Sebastián
  - Sección Femenina de la Coruña
  - Standard de Madrid (Madrid)

## Fase de grupos
La fase grupos se disputó del día 2 al 4 de julio, para jugarse las finales el día 5. Los equipos quedaron distribuidos en dos grupos de cuatro y clasificaban dos de cada grupo, los primeros para disputar el título y los segundos para definir el tercer lugar.

### Grupo A
| Pos. | Equipo                     | PJ | G | P | PF  | PC  | DP  | Pts | Clasificación o descenso   |   | PIC | MAD   | LER   | ZAR   |
| ---- | -------------------------- | -- | - | - | --- | --- | --- | --- | -------------------------- | - | --- | ----- | ----- | ----- |
| 1    | Picadero J. C.             | 3  | 3 | 0 | 141 | 74  | +67 | 6   | Clasifican a la Final      |   | —   | 31–21 | 52–22 | 58–31 |
| 2    | Sección Femenina de Madrid | 3  | 2 | 1 | 112 | 77  | +35 | 5   | Clasifican al Tercer lugar |   | –   | —     | 52–13 | 39–33 |
| 3    | Real Zaragoza              | 3  | 1 | 2 | 92  | 121 | −29 | 4   |                            |   | –   | –     | —     | 24–28 |
| 4    | Sección Femenina de Lérida | 3  | 0 | 3 | 59  | 132 | −73 | 3   |                            | – | –   | –     | —     |       |

 Fuente: Mundo Deportivo y BDR

### Grupo B
| Pos. | Equipo                            | PJ | G | P | PF  | PC  | DP  | Pts | Clasificación o descenso   |   | COT | COR   | STA   | SSE   |
| ---- | --------------------------------- | -- | - | - | --- | --- | --- | --- | -------------------------- | - | --- | ----- | ----- | ----- |
| 1    | Cottet Barcelona                  | 3  | 3 | 0 | 121 | 85  | +36 | 6   | Clasifican a la Final      |   | —   | 33–32 | 47–35 | 41–18 |
| 2    | Sección Femenina de la Coruña     | 3  | 2 | 1 | 104 | 80  | +24 | 5   | Clasifican al Tercer lugar |   | –   | —     | –     | 38–29 |
| 3    | Standard de Madrid                | 3  | 1 | 2 | 88  | 113 | −25 | 4   |                            |   | –   | 18–34 | —     | 35–32 |
| 4    | Sección Femenina de San Sebastián | 3  | 0 | 3 | 79  | 114 | −35 | 3   |                            | – | –   | –     | —     |       |

 Fuente: Mundo Deportivo y BDR

## Fase final
|  | Final            |                  |    |  |
|  | 5 de julio       |                  |    |  |
|  |                  |                  |    |  |
|  | Picadero J. C.   | Picadero J. C.   | 34 |  |
|  | Picadero J. C.   | Picadero J. C.   | 34 |  |
|  | Cottet Barcelona | Cottet Barcelona | 36 |  |
|  | Cottet Barcelona | Cottet Barcelona | 36 |  |

|  | Tercer lugar                  |                               |    |  |
|  |                               |                               |    |  |
|  | Sección Femenina de Madrid    | Sección Femenina de Madrid    | 40 |  |
|  | Sección Femenina de Madrid    | Sección Femenina de Madrid    | 40 |  |
|  | Sección Femenina de la Coruña | Sección Femenina de la Coruña | 56 |  |
|  | Sección Femenina de la Coruña | Sección Femenina de la Coruña | 56 |  |

### Final
| 5 de junio de 1960 | Picadero J. C.                     | 34–36       | Cottet Barcelona              |                                                                     |  |
|                    | Marcador por tiempos: 13–22, 21–14 |             |                               |                                                                     |  |
|                    | Estadísticas Gol 10                | Reporte Pts | Estadísticas Luisa Puentes 18 | Pabellón: Gimnasio Polideportivo, Zaragoza Árbitros: Soriano, Lucea |  |

| Ganadoras del Campeonato de España Femenino 1960 |
| ------------------------------------------------ |
| Cottet Barcelona 1º título                       |